# Де Вил
Де Вил (фр. Deux-Villes) насеље је и општина у североисточној Француској у региону Шампањ-Арден, у департману Ардени која припада префектури Седан.
По подацима из 2011. године у општини је живело 269 становника, а густина насељености је износила 33,05 становника/km². Општина се простире на површини од 8,14 km². Налази се на средњој надморској висини од 223 метара.

## Демографија
| 1962. | 1968. | 1975. | 1982. | 1990. | 1999. | 2011. |
| ----- | ----- | ----- | ----- | ----- | ----- | ----- |
| 236   | 240   | 230   | 206   | 195   | 219   | 269   |

График промене броја становника у току последњих година